# Riku Yamada
Riku Yamada (山田 陸 Yamada Riku?), född 15 april 1998 i Tokyo prefektur, är en japansk fotbollsspelare.
Yamada började sin karriär 2017 i Omiya Ardija. Efter Omiya Ardija spelade han för Grulla Morioka, AC Nagano Parceiro och Ventforet Kofu.